# Gurania
Gurania är ett släkte av gurkväxter. Gurania ingår i familjen gurkväxter.

## Bildgalleri

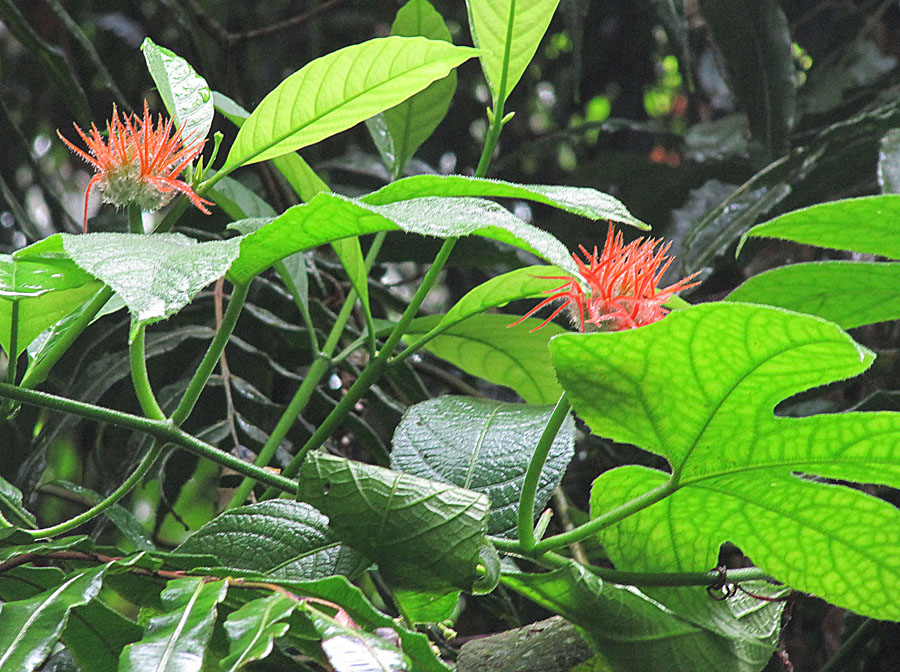
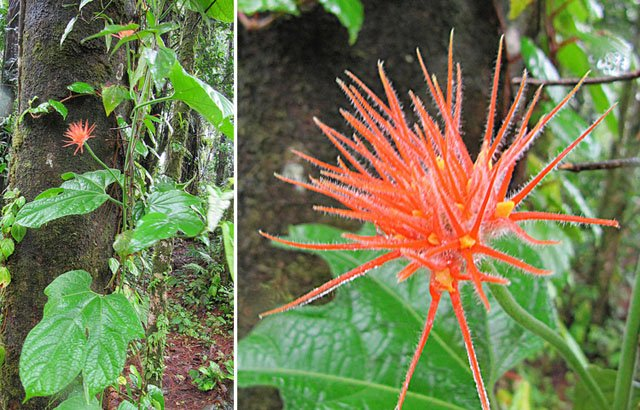
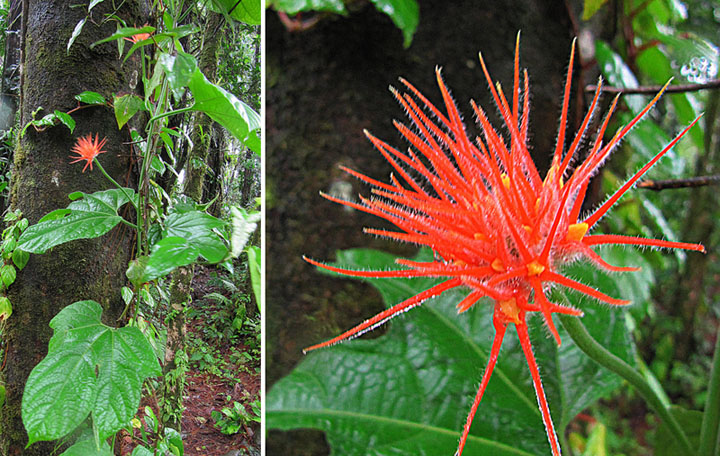
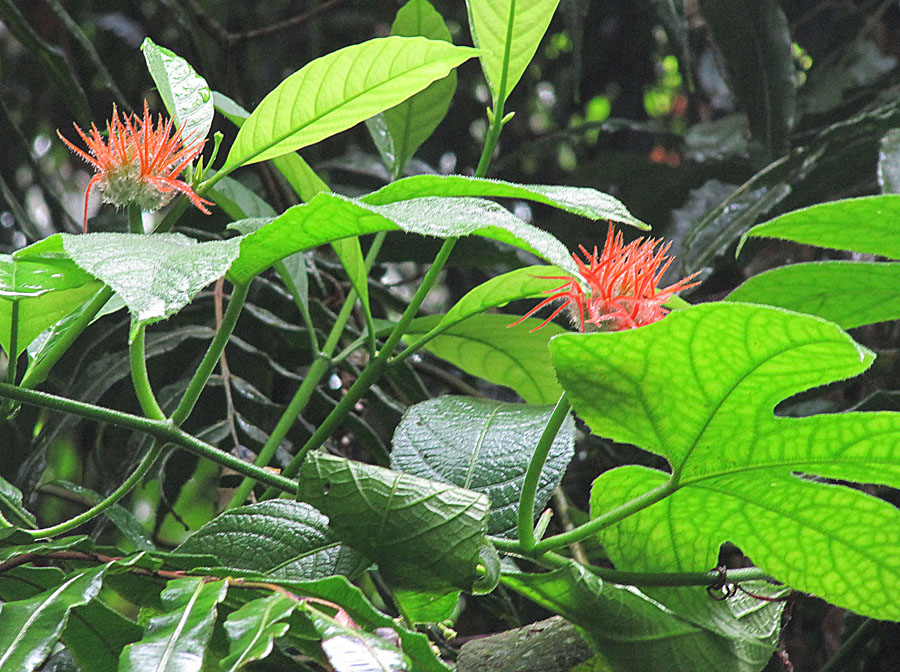
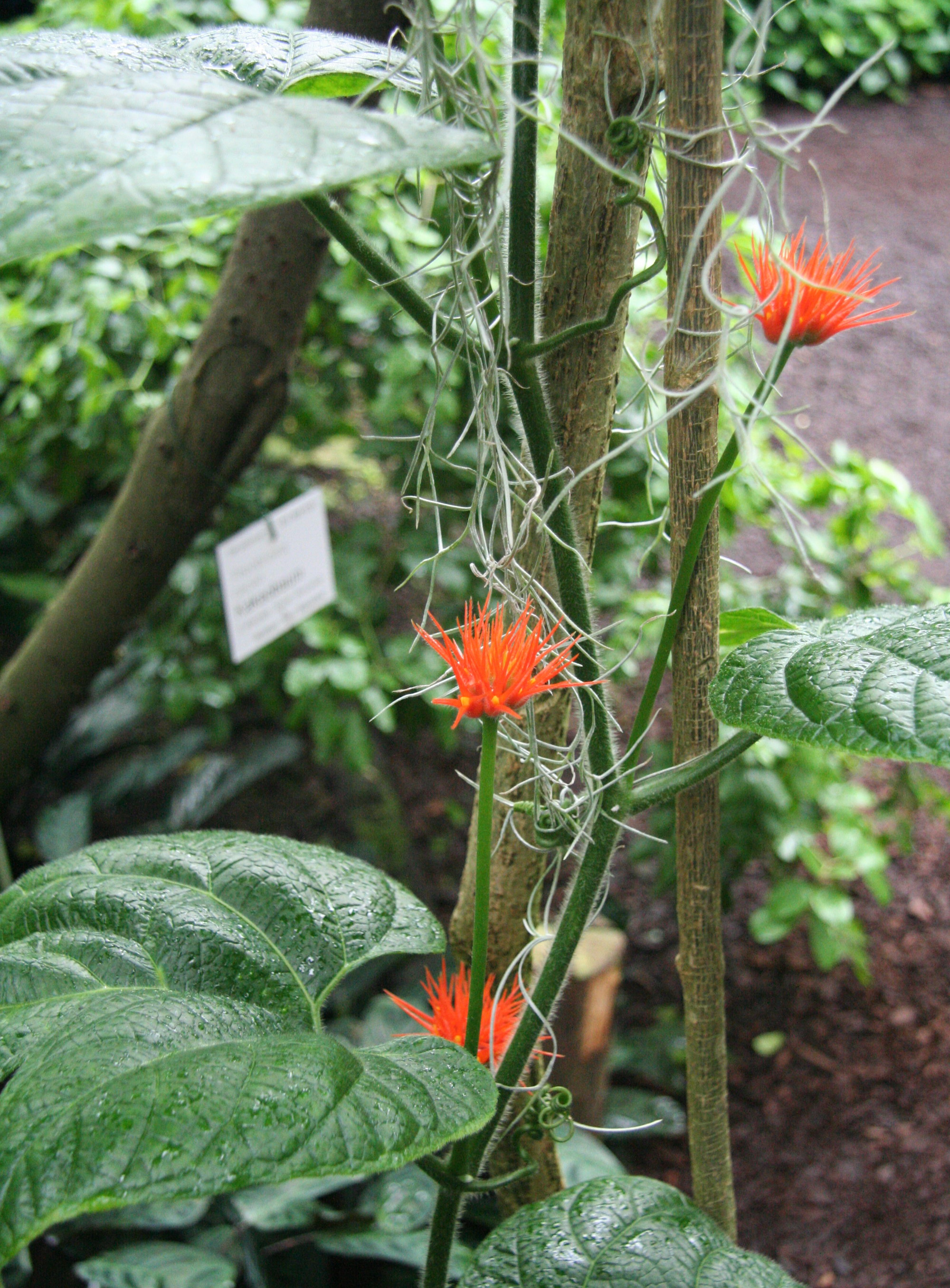
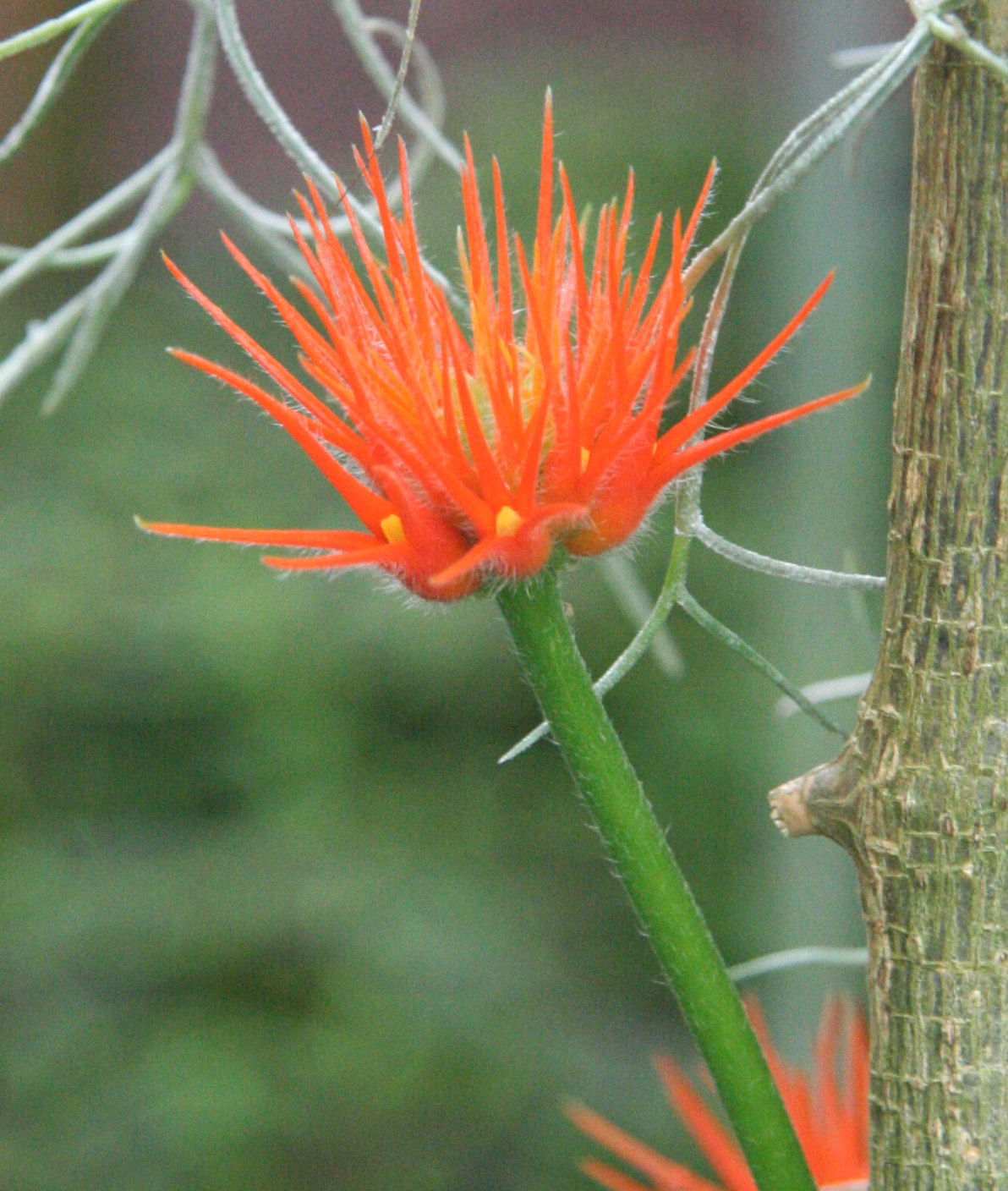

## Dottertaxa tillGurania, i alfabetisk ordning[1]
- Gurania acuminata
- Gurania angustiflora
- Gurania annulata
- Gurania autranii
- Gurania bignoniacea
- Gurania boliviana
- Gurania brevipedunculata
- Gurania brevisepala
- Gurania capitata
- Gurania castroi
- Gurania coccinea
- Gurania cogniauxiana
- Gurania costaricensis
- Gurania dugandii
- Gurania eriantha
- Gurania gracilis
- Gurania guentheri
- Gurania heteromorpha
- Gurania huberi
- Gurania huebneri
- Gurania inaequalis
- Gurania insolita
- Gurania latifolia
- Gurania lignosa
- Gurania lobata
- Gurania longipetala
- Gurania macrantha
- Gurania macrophylla
- Gurania macrotricha
- Gurania makoyana
- Gurania malacophylla
- Gurania multiflora
- Gurania nervosa
- Gurania nigrescens
- Gurania orteguazensis
- Gurania ovata
- Gurania oxyphylla
- Gurania paulista
- Gurania pedata
- Gurania pittieri
- Gurania plumosa
- Gurania polypoda
- Gurania pseudospinulosa
- Gurania pycnocephala
- Gurania repandodentata
- Gurania reticulata
- Gurania rhizantha
- Gurania robusta
- Gurania rufipila
- Gurania sararensis
- Gurania sessiliflora
- Gurania simplicifolia
- Gurania sinuata
- Gurania smithii
- Gurania spinulosa
- Gurania spruceana
- Gurania steinbachii
- Gurania suberosa
- Gurania subumbellata
- Gurania tonduziana
- Gurania trialata
- Gurania tricuspidata
- Gurania tubulosa
- Gurania ulei
- Gurania wageneriana
- Gurania vaupesana
- Gurania wawraei
- Gurania velutina
- Gurania villosa